# Tröllaskagi
La Tröllaskagi, toponyme islandais signifiant littéralement en français « la péninsule du troll », est une péninsule du Nord de l'Islande, dans les régions de Norðurland eystra et Norðurland vestra, entre le Skagafjörður à l'ouest et l'Eyjafjörður à l'est.
Très montagneuse, elle comporte plusieurs sommets de plus de mille mètres d'altitude recouverts de petits glaciers. Si ses littoraux occidentaux et orientaux sont bordés de quelques petites plaines habitées, cultivées et dominées par des montagnes, ses côtes septentrionales sont découpées par le Siglufjörður, le Héðinsfjörður et l'Ólafsfjörður au fond desquels se trouvent les localités de Siglufjörður, Ólafsfjörður et Kleifar. Les autres localités sont Hofsós sur les rives du Skagafjörður ainsi que Dalvík, Litli-Árskógssandur, Hauganes, Hjalteyri et Akureyri sur celles de l'Eyjafjörður, la seule à être dans l'intérieur des terres est celle d'Hólar dans la Hjaltadalur. Ses côtes sont longées par les routes 76, qui comporte deux grands tunnels, et 82 tandis que la route 1 passe plus au sud, dans l'intérieur des terres.

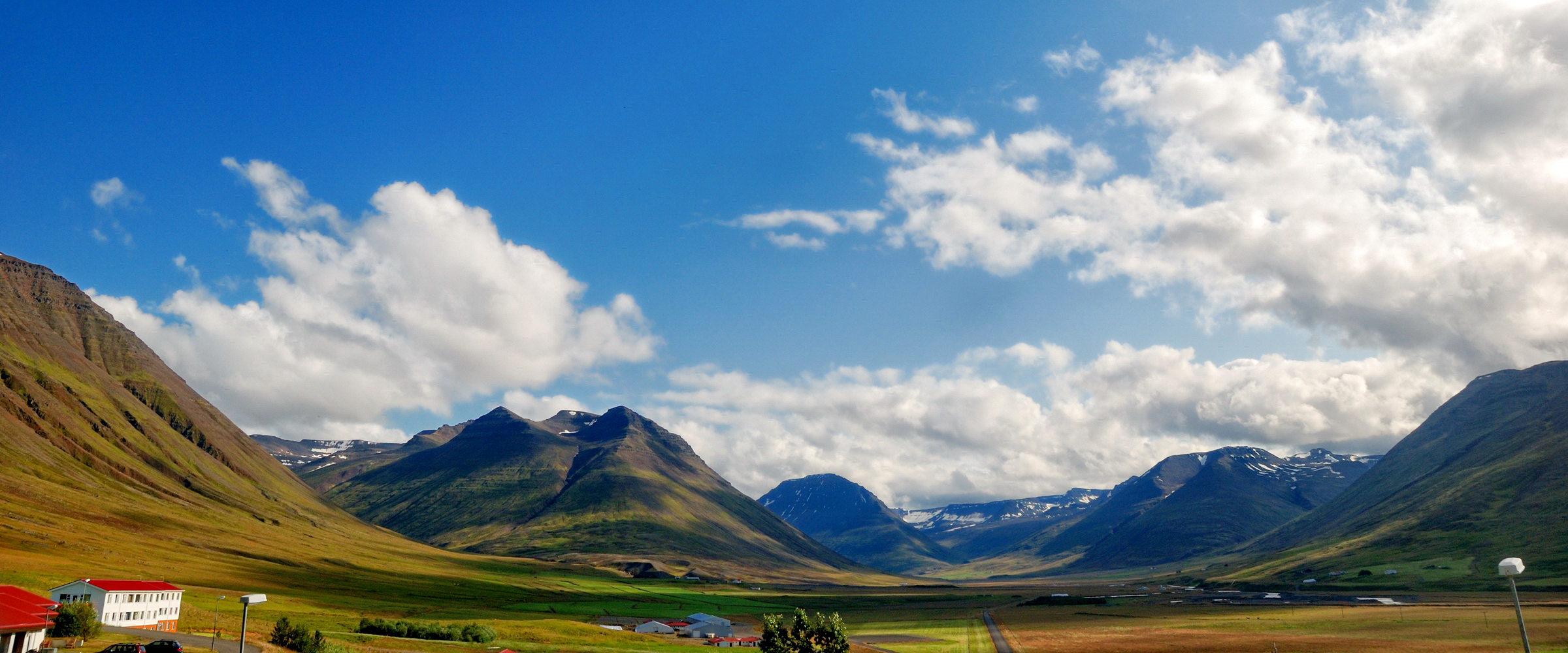
Vue de la Hjaltadalur en direction du village de Hólar à l'entrée de la péninsule.

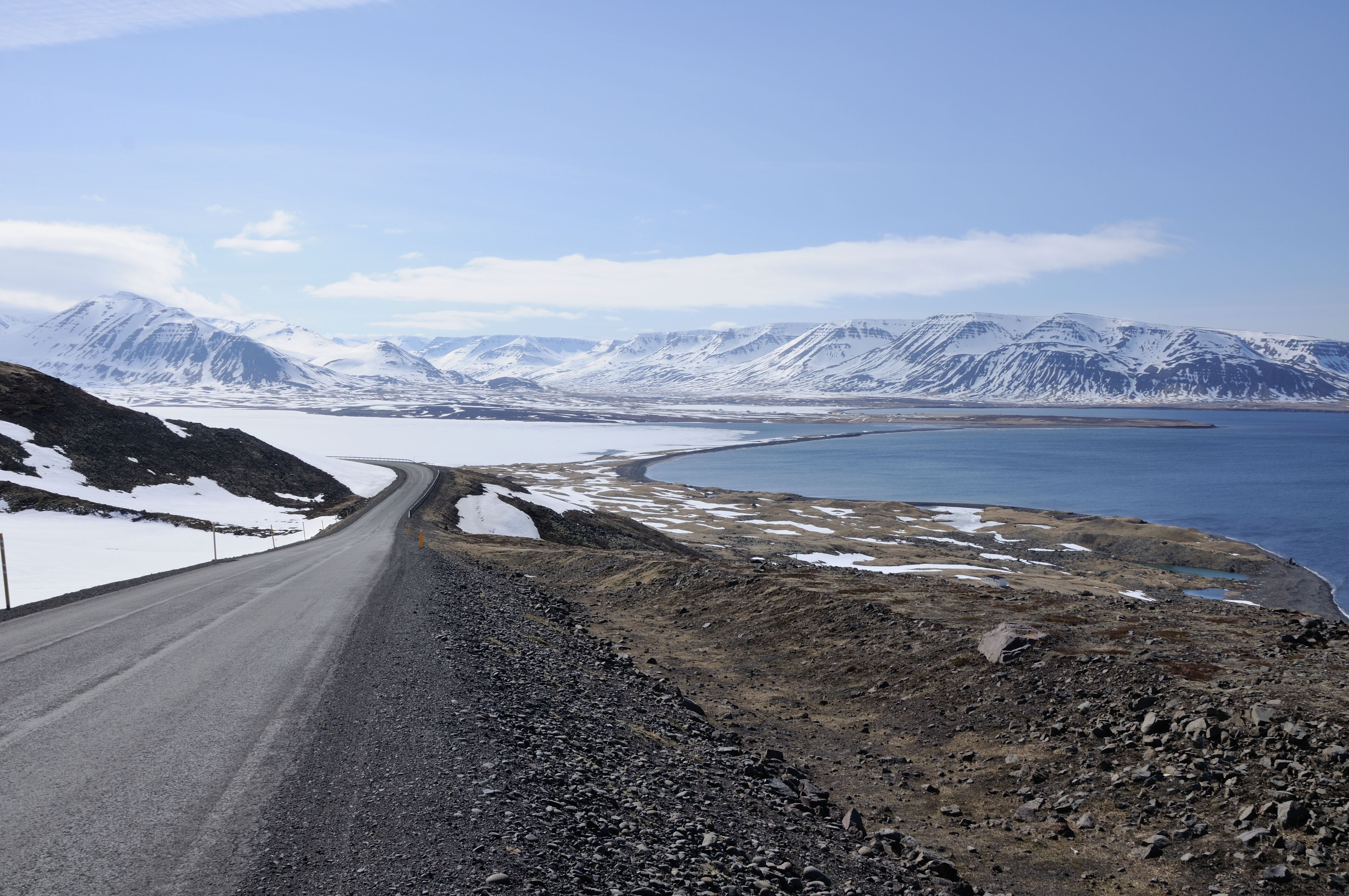
Paysage hivernal du nord de la Tröllaskagi avec le Miklavatn englacé au centre et la Fljótavík à droite.